# شلفتئو
شهر شلفتئو (به سوئدی: Skellefteå) در ناحیه شهری شلفتئو در کشور سوئد واقع شده‌است. جمعیت این شهر ۱۴۹۳٫۹۴  نفر است.